# Лацарето (Кјети)
Лацарето (итал. Lazzaretto) је насеље у Италији у округу Кјети, региону Абруцо.
Према процени из 2011. у насељу је живело 436 становника. Насеље се налази на надморској висини од 83 м.